# Pseudoxytenanthera ritcheyi
Pseudoxytenanthera ritcheyi är en gräsart som först beskrevs av William Munro, och fick sitt nu gällande namn av H.B. Naithani. Pseudoxytenanthera ritcheyi ingår i släktet Pseudoxytenanthera och familjen gräs. Inga underarter finns listade i Catalogue of Life.